# Gąsiorki (gromada)
Gąsiorki – dawna gromada, czyli najmniejsza jednostka podziału terytorialnego Polskiej Rzeczypospolitej Ludowej w latach 1954–1972.
Gromady, z gromadzkimi radami narodowymi (GRN) jako organami władzy najniższego stopnia na wsi, funkcjonowały od reformy reorganizującej administrację wiejską przeprowadzonej jesienią 1954 do momentu ich zniesienia z dniem 1 stycznia 1973, tym samym wypierając organizację gminną w latach 1954–1972.
Gromadę Gąsiorki z siedzibą GRN w Gąsiorkach utworzono – jako jedną z 8759 gromad na obszarze Polski – w powiecie tczewskim w woj. gdańskim na mocy uchwały nr 25/III/54 WRN w Gdańsku z dnia 5 października 1954. W skład jednostki weszły obszary dotychczasowych gromad Gąsiorki, Bielsk, Kierwałd i Lipia Góra ze zniesionej gminy Morzeszczyn w tymże powiecie. Dla gromady ustalono 11 członków gromadzkiej rady narodowej.
31 lipca 1968 gromadę zniesiono, a jej obszar włączono do gromady Morzeszczyn w tymże powiecie.